# Тайлер Джозеф
Тайлер Роберт Джозеф (англ. Tyler Robert Joseph; нар.1 грудня 1988, Колумбус, Огайо) — американський музикант, співак, композитор і репер. Відомий насамперед як вокаліст та клавішник американського дуету Twenty One Pilots.

## Біографія
Джозеф народився в місті Колумбус, штат Огайо. Має двох братів Зака і Джея та сестру Медісон. Його матір, Келлі, була вчителем математики у шкільному окрузі Олентенджі, а у 2013 стала баскетбольним тренером середньої школи Олентенджі Орендж. Його батько, Кріс, з 1996 до 2005 також був тренером Вортінгтонської християнської середньої школи, і є директором школи. Джозеф змалку грав у баскетбол і продовжував грати розігруючим захисником за Середню школу Вортінгтона.
Він відмовився від спортивної баскетбольної стипендії в Університеті Оттербайн і почав займатися музикою, граючи на старій музичній клавіатурі, яку йому раніше мама подарувала на Різдво.

## Кар'єра

### Twenty One Pilots
Twenty One Pilots був створений у 2009 році в місті Колумбус, штат Огайо. Ініціатором створення гурту був Тайлер. Він запросив до групи своїх шкільних друзів Ніка Томаса та Кріса Саліха. Назву групи Тайлер вигадав під час читання п'єси Артура Міллера «Всі мої сини», що оповідає про чоловіка, який під час Другої світової війни заради бізнесу і сім'ї поставляв в армію дефектні запчастини, що стало причиною смерті двадцять одного пілота. Ця історія моральної дилеми і надихнула на таку назву групи. 29 грудня 2009 року вони випустили свій дебютний, однойменний альбом і почали гастролі в Огайо. Коли вийшов другий альбом, Regional at Best (2011), гурт складався вже тільки з Тайлера Джозефа і Джоша Дана і з того часу залишається незмінним.
Реліз третього альбому Vessel відбувся 8 січня 2013 року.
Четвертий альбом гурту, Blurryface, було випущено 17 травня 2015 року.
П'ятий альбом Trench було випущено 5 жовтня 2018 року.
Сингл Level of Concern було випущено 9 квітня 2020 року.
Шостий альбом Scaled and Icy було випущено 21 травня 2021 року.
Сьомий альбом Clancy було випущено 24 травня 2024 року.